# Gérard Manet
Gérard Manet (* 6. Juli 1949 in Sainte-Savine, Département Aube) ist ein ehemaliger französischer Fußballspieler auf der Position des Torwarts.

## Karriere
Manet begann seine Karriere beim Stade Reims, wo er in seiner ersten Saison bereits zu 20 Zweitligaeinsätzen kam. 1970 stieg das Team in die erste Liga auf. Manet konnte sich bei Reims jedoch nie als Stammtorwart durchsetzen und wechselte 1972 zum AC Ajaccio. Nach einem Jahr bei Ajaccio wechselte er zum AF Troyes, wo er überhaupt nicht zum Einsatz kam. Danach spielte er von 1975 bis 1977 beim SO Cholet, mit dem er von der zweiten in die dritte Liga abstieg. 1977 unterschrieb er beim SO Montpellier, mit dem er 1978 in die zweite Liga aufsteigen konnte. Dort kam er jedoch nicht mehr zum Einsatz und beendete daraufhin 1979 seine Karriere.